# آگوگو
آگوگو (Agogô) یا گن گن سازی کوبه ای و بسیار شبیه به ساز کابول می‌باشد که از دو زنگوله تشکیل شده که یکی نسبت به دیگری اندازه ای کوچکتر دارد و صدایی زیرتر تولید می‌کند. ریشه این ساز آفریقایی بوده اما امروزه بیشتر به عنوان سازی برزیلی شناخته می‌شود چرا که نقش مهمی در موسیقی‌های ژانر سامبا داشته و بیش از هر کشوری در برزیل استفاده می‌شود.

## تاریخچه
این ساز در اصل سازی آفریقایی بوده و بیشترین استفاده را در قارهٔ آفریقا در کشور نیجریه و در موسیقی یاروبا که سبک سنتی موسیقی نیجریایی است داشته و به نظر می‌رسد مانند دیگر سازهای کوبه ای قدمتی بیش از پانزده هزار سال داشته باشد. این ساز همراه با بردگان سیاه‌پوست در دورهٔ استعمار به قارهٔ آمریکا رفت و پس از گذشت چندین سال سر از آمریکای لاتین و برزیل درآورد.
امروزه این ساز بخشی جدا نشدنی از سامبا بوده و در جشن‌های ملی برزیل مانند ماردی گرا و دیگر کارنوال‌ها با نوایی ملودیک به کار می‌رود. اگوگو در موسیقی امروز نیز به سرعت در حال رایج شدن بوده و راه خود را به موسیقی جاز، راکو پاپ باز کرده‌است.

## ساختار
آگوگو ساختاری بسیار ساده مانند دیگر سازهای ریتمیک داشته که به وسیلهٔ ضربه به قسمت زنگولهٔ فلزی در آن ایجاد ارتعاش کرده و تولید نوا می‌نماید. این ساز از دو زنگوله تشکیل شده‌است که به وسیلهٔ یک میلهٔ کوتاه از جنس زنگوله به هم متصل شده‌اند. این اتصال با فرمی منحنی و گهگاه تاب خورده هر دو زنگوله را در یک راستا قرار می‌دهد.